# Arc de Ctesifont
L'Arc de Ctesifont, Arc de Còsroes (en àrab romanitzat: Ṭāq(-i-)Kisrā o Ṭāq(-i-)Kasrā), Iwan de Còsroes o Iwan d'Almadain (en àrab romanitzat: al-Madāʾin), són les ruïnes d'un monument de l'Imperi Sassànida (segles III-VII) situades prop de la ciutat moderna de Salma Paq, Iraq. És l'única estructura que resta visible de l'antiga ciutat de Ctesifont. L'arc és un exemple en la història de l'arquitectura, i és el major d'una única peça de maçoneria no reforçada del món.

## Història
El moment exacte de la construcció no es coneix amb certesa. Alguns historiadors creuen que el fundador n'és Sapor I (r. 240–270) i altres creuen que la construcció degué començar durant el regnat d'Anuxiruà el Just (Còsroes I) després d'una campanya contra els romans d'Orient el 540. L'iwan en arc, obert al costat de la façana, tenia prop de 37 m d'alçada, 26 m de diàmetre i 50 m de llarg, el major arc dempeus, construït fins als temps moderns.
L'arc formava part del palau imperial. La sala del tron -segurament a sota o darrere de l'arc- tenia més de 30 m d'alçada i cobria una àrea 24 m d'amplària per 48 m de llarg. El cim de l'arc té prop d'1 m de grossor, mentre que les parets de la base en tenen fins a 7 m. És el major fort construït al món. L'arc de la catenària es construí sense cintra. Per fer-ho s'hi empraren diferents tècniques. Els maons es col·locaren a prop dels 18 graus de la vertical, per permetre ser parcialment sostinguts per la paret posterior durant la construcció. El ciment d'assecament ràpid usat com a argamassa va permetre que les rajoles fresques se sostingueren per les ja assentades.
L'arc és ara tot el que resta damunt el sòl d'una ciutat que va ser, durant segles -del s. II ae al VII- la principal capital de les dinasties successores de l'Imperi Persa: parts i sassànides. L'estructura existent hui era el principal pòrtic de la sala d'audiències dels sassànides, que mantenia el mateix lloc escollit pels parts.
L'estructura fou capturada pels àrabs durant la conquesta de Pèrsia el 637.[6] La van utilitzar com a mesquita per un temps fins que la zona fou a poc a poc abandonada. A la primeria del segle x el califa abàssida Al-Muktafí desenterrà les ruïnes del palau per a reutilizar-ne les rajoles en la construcció del Palau Taje de Bagdad.
El monument també és el tema d'un poema de Cacani, que visità les ruïnes al segle xii.

### Era moderna
El 1851, l'artista francés Eugène Flandin va visitar i n'estudià l'estructura amb Pascal Coste, que observà que "els romans no tenien res de semblant".
El 1888, una inundació greu arrasà la major part de l'edifici.
El 1940, Roald Dahl, entrenant com a pilot en la RAF Habbaniya, prop de Bagdad, feu una foto premiada usant una càmera Zeiss de l'Arc de Ctesifont, a Iraq; després la família Dahl l'emprà per a recaptar fons per al Museu i Centre d'Història Roald Dahl. La foto va guanyar 6.000 lliures. En la seua autobiografia Boy, escriu:
Podeu no creure-ho, però quan jo tenia divuit anys guanyava premis i medalles de la Royal Photographic Society de Londres i d'altres llocs com la Societat Fotogràfica d'Holanda. Fins vaig rebre una gran i adorable medalla de bronze de la Societat Fotogràfica Egípcia, al Caire, i encara tinc la fotografia que la guanyà. És una foto d'una de les Set Meravelles del Món, l'Arc de Ctesifont d'Iraq. Aquest és el major arc sense suport del món i vaig fer-ne la fotografia mentre entrenava per a la RAF el 1940. Jo estava volant sobre el desert en un vell biplà Hawker Hart i duia la càmera al coll. Quan vaig albirar l'enorme arc sol en una mar d'arena, vaig abaixar una ala i vaig penjar-me de les tires mentre pitjava l'obturador. Va eixir bé.
El monument estava reconstruint-lo el govern de Sadam Hussein als anys 80, quan l'ala nord caiguda es va reconstruir parcialment. Tots els treballs, però, es deturaren després de la Guerra del Golf del 1991. De 2004 a 2008, el govern iraquià cooperà en el Projecte Diyala, de la Universitat de Chicago, per a restaurar l'indret a un cost de 100.000 dòlars. El Ministeri de Cultura també convidà una empresa txeca, Avers, per restaurar-lo. Aquesta restauració conclogué al 2017.
El 7 de març de 2019, un col·lapse parcial va danyar encara més l'arc, només dos anys després de la darrera restauració.

## Documental
El 2017, Pejman Akbarzadeh, acollit a Holanda, va fer el primer documental complet sobre l'arc: Taq Kasra: Wonder of Architecture. El monument corria el risc d'atacs de l'ISIS el 2015-2016; Akbarzadeh temia que pogués ser destruït i, per tant, tenia pressa a fer el documental. La pel·lícula explora la història i l'arquitectura de l'arc amb estudiosos i arqueòlegs de diferents estats.

## Galeria d'imatges

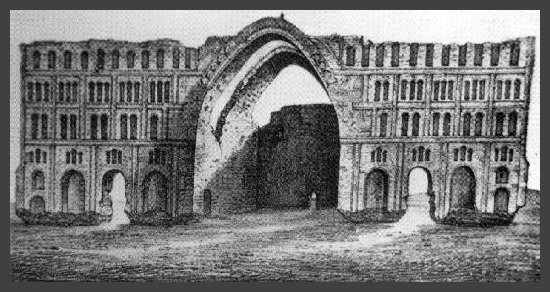
Dibuix del 1824 pel capità Hart
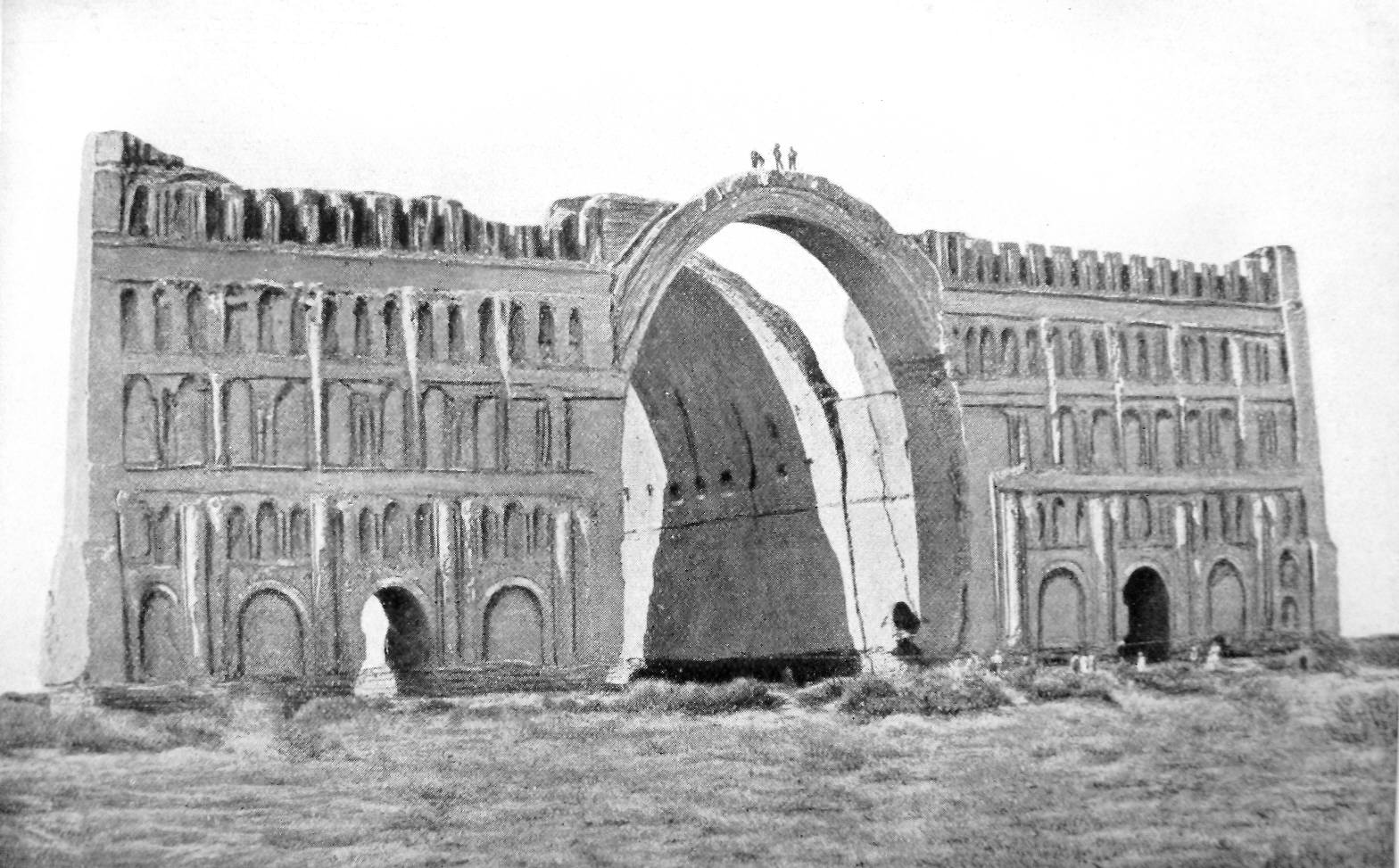
Foto de 1864
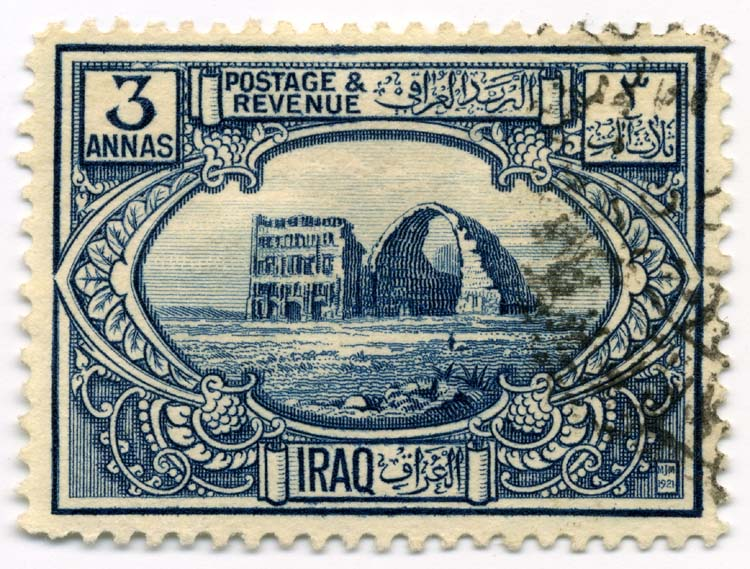
Segell postal iraquià de 1923, amb l'arc
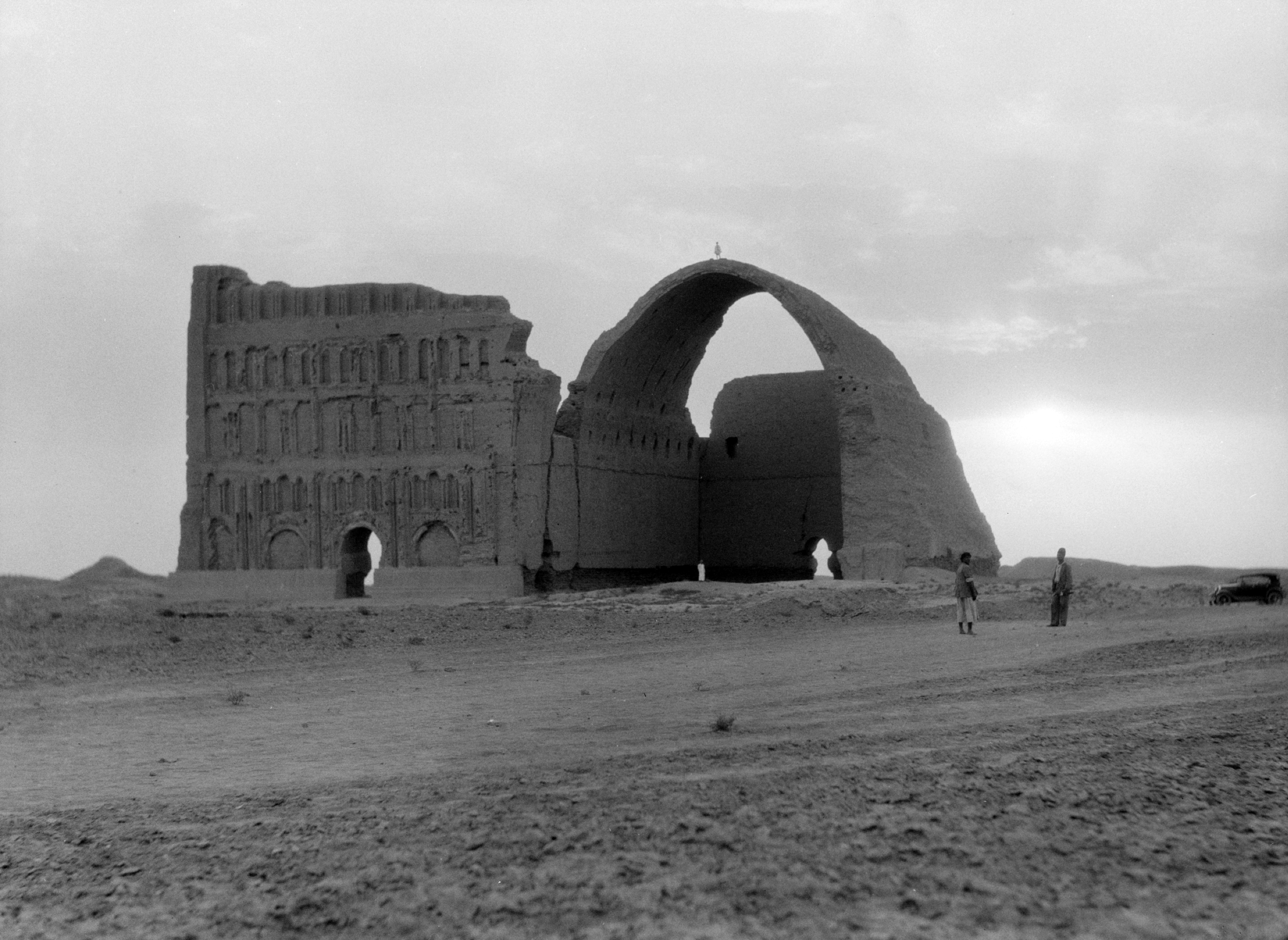
Foto de 1932
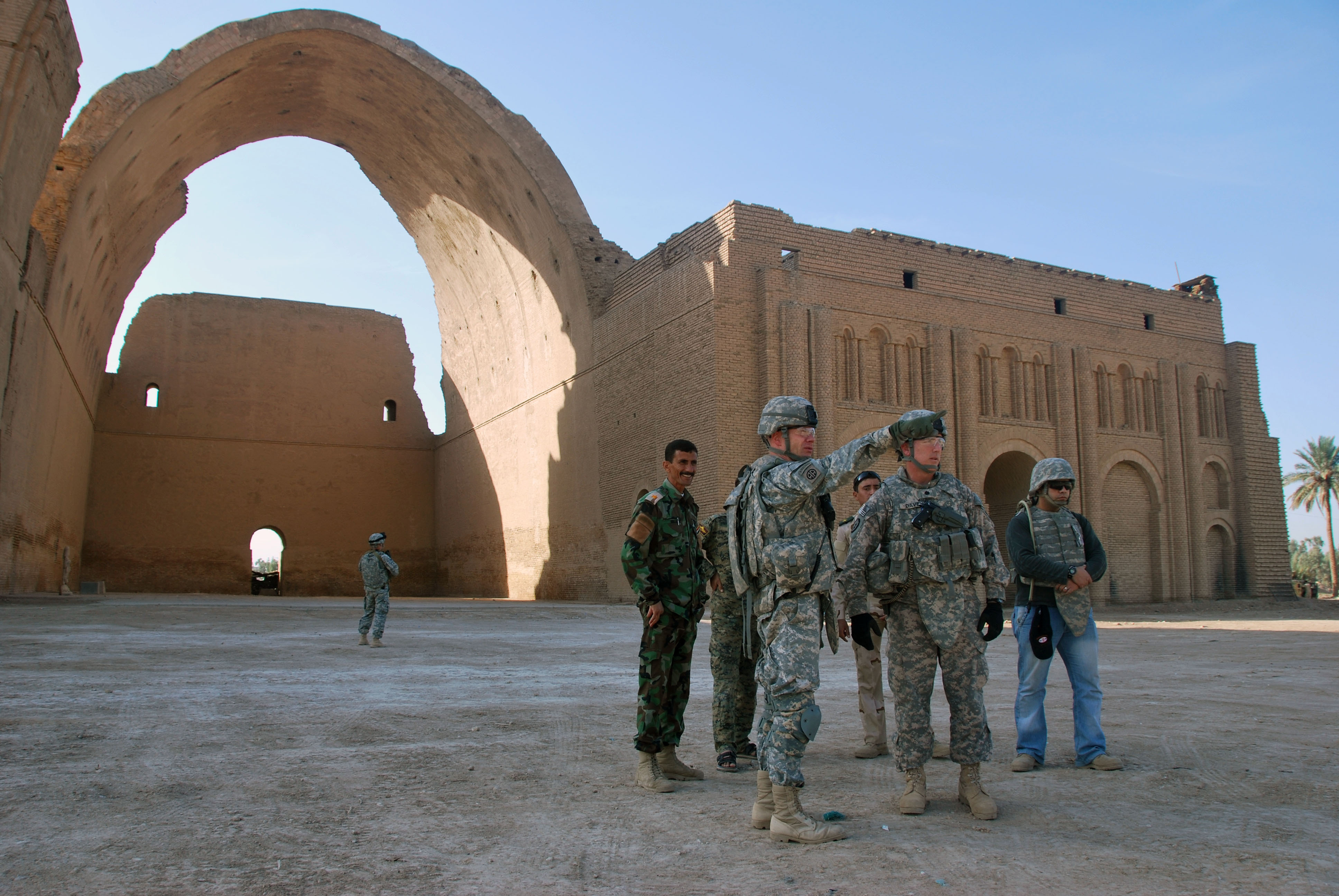
Foto de 2009: oficials iraquians i militars americans acorden plans per reformar-ne les estructures existents
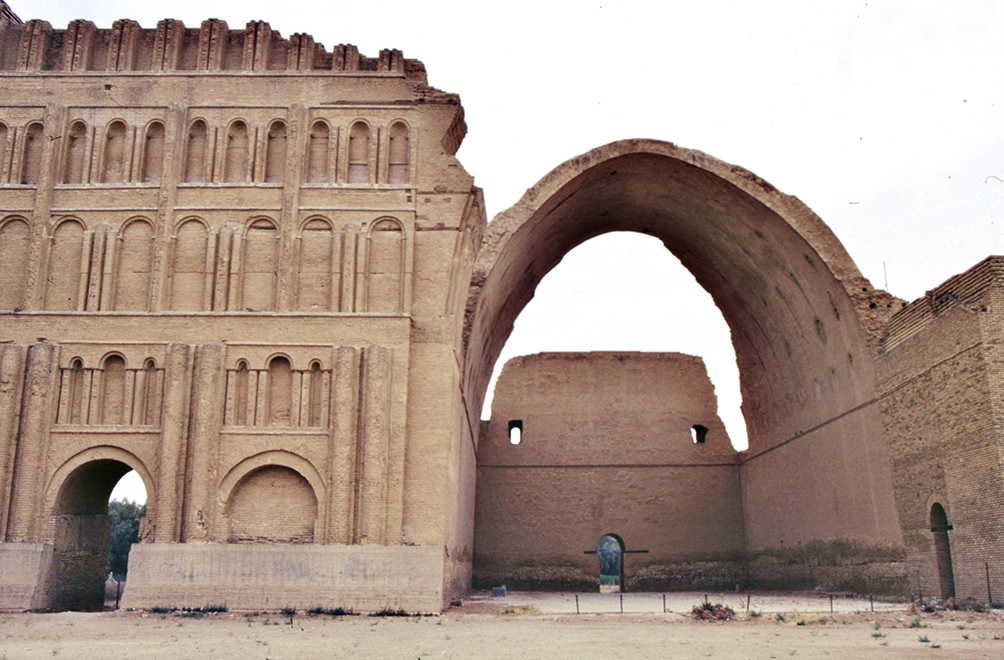
Foto de 2016
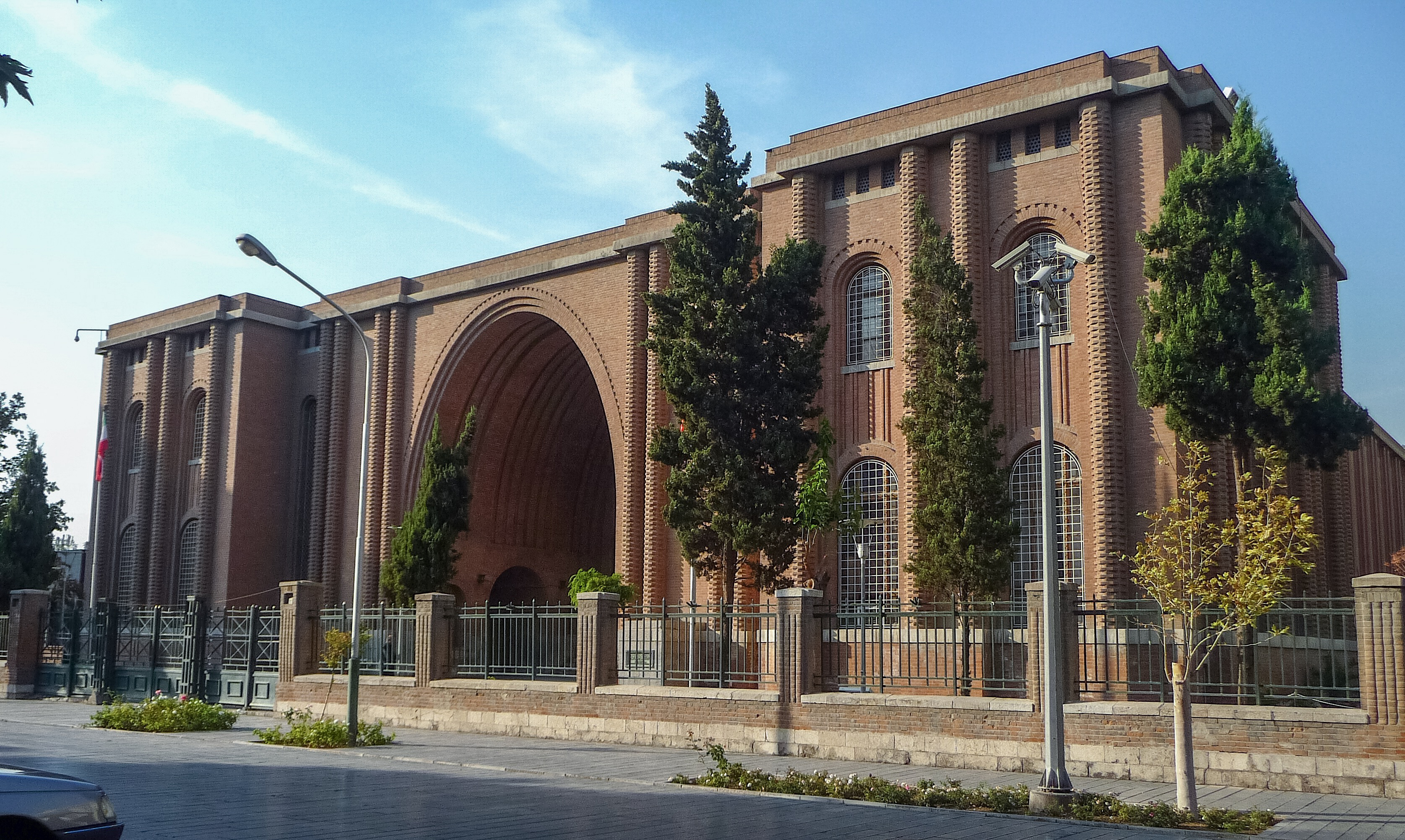
El Museu Nacional d'Iran, amb una arquitectura inspirada en l'arc